# 陸晉德
陸晉德（1942年—），台灣企業家，生於重慶，陸正案受害家屬，後創辦財團法人陸正紀念基金會。

## 生平
籍貫江蘇無錫，1948年隨父母抵臺，定居新竹縣竹東鎮。國立臺灣大學農業經濟學系畢業，1973年起任聯工化學公司董事長。
與妻子邱素蓮育有四子女，長女陸露、二女陸那、三子陸正(歿)、四子陸定。
1987年底就讀新竹市東門國小四年級的陸正在新竹市聯美補習班下課後的傍晚遭綁架並撕票，但迄今陸正一直未被發現。因為警方辦案草率、無法證明嫌犯邱和順到底是無辜還是真有犯案。1989年陸晉德成立陸正基金會及陸正苗圃，從事造林綠化工作。2011年於新竹成立維也那書院幼兒園。
身為臺灣著名刑案受害者家屬，他經常接受媒體訪問，表達反對廢除死刑的意見。

## 翻譯作品
陸晉德愛好文藝，曾出版三本譯作：
- Criswell Freeman著《高手的智慧》（新竹：譯者自印，2004）
- 泰戈爾《漂鳥集》（台北：志文，2007）
- 《老子 終於讀懂》（老子白話譯解）（台北：志文，2010）

## 外部連結
- 反廢死 陸晉德：恨早變成大愛了[永久]
- 把孩子生回來 陸爸爸也有一段椎心之痛
- 被綁周年隔天出生 陸正弟弟要上大學了